# Gus Ruhlin

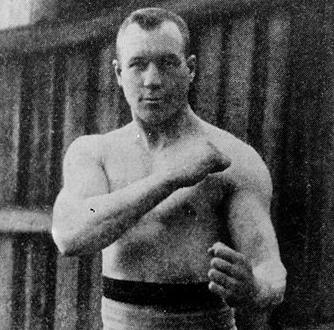
Gus Ruhlin

Gus Ruhlin (Ohio, 8 de janeiro de 1872 - Nova Iorque, 13 de fevereiro de 1912) foi um pugilista americano.

## Biografia
Residindo em Akron e medindo 1,88m de altura, Gus Ruhlin ficou conhecido nas arenas como The Akron Giant (pt. "O Gigante de Akron").
Talentoso e forte, Ruhlin tinha a capacidade de ter se tornado um campeão, todavia, foi um lutador notavelmente inconstante, que oscilou demais ao longo de sua carreira.  
Ruhlin venceu lutas importantes, tais como seu duelo contra Joe Goddard, ocorrido em 1898, e depois a luta contra Tom Sharkey, em 1900. Porém, derrotas marcantes, como as acontecidas em 1898, contra Kid McCoy e Tom Sharkey, também permearam sua volúvel carreira.
Não obstante, a despeito de sua irregularidade, Ruhlin chegou a disputar o título mundial dos pesos-pesados, quando, em 1901, subiu ao ringue contra o campeão James Jeffries. A luta terminou com a vitória de Jeffries, no intervalo entre o quinto e sexto assaltos, quando Ruhlin desistiu de persistir no combate.
Contemporâneo de Bob Fitzsimmons e James Jeffries, Ruhlin sempre esteve à sombra de lutadores melhores do que ele e, desta forma, acabou ficando de fora do rol dos grandes boxeadores da história.